# Skilanglauf-Weltcup 2005/06/Vernon

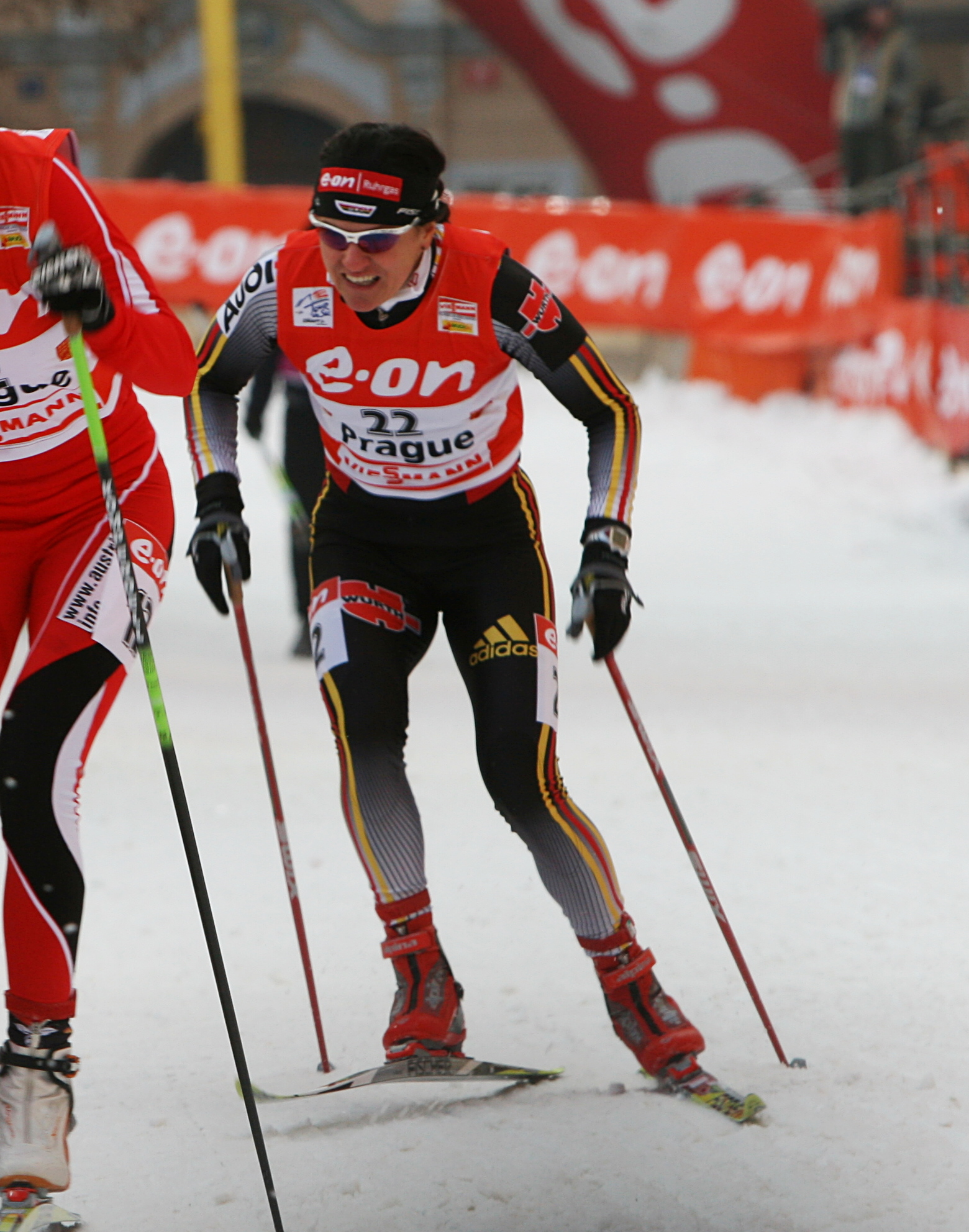
Manuela Henkel gewann den nicht zum Weltcup gehörenden Nachtsprint

Der vierte Ort, in dem Rennen des Skilanglauf-Weltcups 2005/06 ausgetragen wurden, war das kanadische Vernon, wo der Weltcup am 10./11. Dezember 2005 gastierte. Dort triumphierten in vier Wettkämpfen zweimal Norwegen, einmal Deutschland und einmal Kanada.

## Vorfeld
Im Mai 2004 wurde angekündigt, dass die beiden kanadischen Städte Vernon sowie Canmore in der olympischen Saison die ersten kanadischen Skilanglauf-Weltcups seit mehr als zehn Jahren austragen werden. Für die Mittelstadt Vernon war dies der erste und bisher auch einzige Weltcup überhaupt; zuvor hatte nur das umliegende Skigebiet Silver Star in der Saison 1991/92 Rennen der höchsten Wettkampfklasse ausgetragen. Die insgesamt etwa 50 Kilometer langen gespurten Loipen lagen circa 1700 Meter über dem Meeresspiegel und somit auf gleicher Höhe wie die olympischen Strecken von Pragelato bei Turin. Diesen Umstand nutzten einige Teams, um in Kanada ein Trainingslager mit den Weltcups zu verbinden. Da ein weltcupfreies Wochenende zwischen Kuusamo und Vernon lag, reisten viele Nationen schon sehr frühzeitig zu den Wettkämpfen an, Norwegen etwa schon fast zwei Wochen vor den Rennen; auch die schwedischen und deutschen Sportler flogen acht Tage vor dem ersten Wettbewerb nach Kanada. Die finnische Mannschaft verzichtete dagegen ganz auf die Reise, nur einige Sprinter nahmen auf eigene Kosten an den Wettkämpfen teil. Am 7. Dezember gewannen Manuela Henkel sowie Björn Lind einen nicht zum Weltcup gehörenden Nachtsprint im Skigebiet Silver Star, der als Vorbereitung für den Weltcupsprint betrachtet wurde.
Im Frühjahr 2005 hatte die FIS eine sprintspezifische Regeländerung beschlossen, die beim Sprint von Vernon erstmals zum Einsatz kam. Von nun an qualifizierten sich nicht nur die besten 16 Athleten des Prologes für das Viertelfinale, sondern die besten 30. Dies zog auch eine weitere Änderung des Sprintreglements nach sich; zum ersten Mal liefen im Viertelfinale sechs statt zuvor vier Läufer gegeneinander. Der norwegische Sprinttrainer Ulf Morten Aune befürchtete, dass es besonders in den Freistilsprints eng werden könnte, wenn nur zwei von sechs Athleten ins Halbfinalen kämen.

## Programm

### Zeitplan
Das erste offene Training fand am Mittwoch vor den Wettkämpfen statt, insgesamt standen den Athleten an vier Tagen 32 Stunden Trainingszeit zur Verfügung, davon jedoch nur etwa die Hälfte auf den Wettkampfstrecken. Freitag und Samstag trafen sich immer um 17 Uhr die Mannschaftsführer zu einer Sitzung.
Alle Zeiten Ortszeit (9 Stunden hinter MEZ)
- 9. Dezember, 14:00 Uhr–15:00 Uhr: Testwettkampf
- 10. Dezember, 11:00 Uhr–12:30 Uhr: Verfolgung der Männer (2 × 15 Kilometer), Massenstart
- 10. Dezember, 13:30 Uhr–14:15 Uhr: Verfolgung der Frauen (2 × 7,5 Kilometer), Massenstart
- 11. Dezember, 11:00 Uhr: Sprint-Qualifikation Frauen und Männer (1,1 Kilometer/1,3 Kilometer), freie Technik, Intervallstart (30 Sekunden)
- 11. Dezember, 13:00 Uhr: Sprint-Finalrunden Frauen und Männer (1,3 Kilometer), freie Technik, Massenstart
- 11. Dezember, 18:00 Uhr: Bankett

### Rahmenprogramm
In den Wochen vor den Weltcuprennen bemühte sich die Stadt Vernon, Skilanglauf auch bei den Schülern zu popularisieren, indem sie zwei Schulprogramme ins Leben rief, die den Schülern die Sportart näher bringen sollten. Zum einen handelte es sich dabei um The World Cup Challenge Passport, bei dem Kinder aus sieben Schulen Aufgaben zu dem Ereignis lösen konnten; zum anderen gab es ein Adopt-a-Nation-Programm, das Schulklassen aufforderte, sich besonders für eine selbst ausgewählte Mannschaft zu interessieren und dieser beispielsweise beim Training zuzuschauen. Die Tourismus- und Sportministerin Olga Ilich lobte die Programme als „großartigen Weg, um Schüler in den Geist des Weltcups einzuführen.“ Im Solvereign Lake Nordic Centre fand am Samstag parallel zu den Wettkämpfen zwischen 9:30 Uhr und 15 Uhr ein Rotary Festival in einem Zelt statt, bei dem unter anderem der englisch-kanadische Lobpreismusiker Graham Ord auftrat. Zudem konnte an den beiden Renntagen im Rotary-Festival-Zelt gegessen werden, morgens wurde beispielsweise ein Pfannkuchenfrühstück serviert. Im Biathlonbereich des Nordic Centres gab es am Wochenende ein Canadian Brain Drain für Kinder. Nach den Wettbewerben fanden am Sonntag noch eine Grill- und Tanzparty für die freiwilligen Helfer sowie ein Athletenfest statt, bei dem die Medaillen und Aufzeichnungen für die jeweils zehn besten Sportler vergeben wurden. Letzteres war jedoch nur für Eingeladene zugänglich.

## Rennverlauf

### Männer

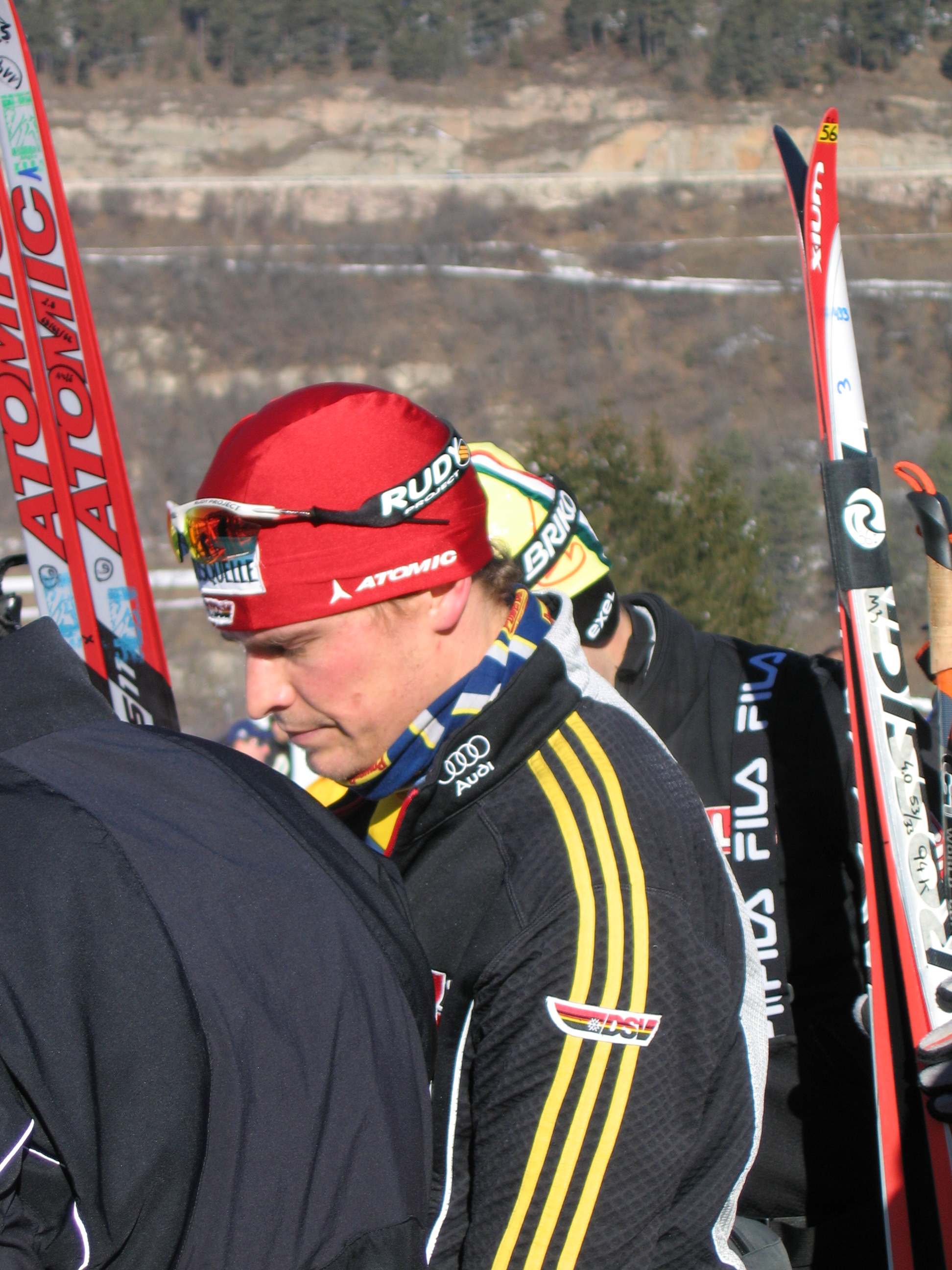
Deutscher Fünffachsieg in der Verfolgung, angeführt von Tobias Angerer, der zwischenzeitlich auch neuer Gesamtweltcupführender wurde

Da ganze Teams nicht nach Kanada reisten, so etwa die Finnen um Sami Jauhojärvi oder die Esten um Andrus Veerpalu, fielen schon einige der favorisierten Athleten aus. Daneben gab es aber auch einige Einzelsportler, die nicht an den Wettkämpfen von Vernon teilnahmen, weil sie nicht nominiert wurden oder krank waren wie beispielsweise der Russe Wassili Rotschew oder Jörgen Brink aus Schweden. In die deutsche Mannschaft kehrte dagegen Jens Filbrich zurück, nachdem seine Schutzsperre von Kuusamo abgelaufen war und eine zweite Dopingprobe negativ blieb. Insgesamt starteten 66 Sportler in der Verfolgung – davon kamen 60 ins Ziel – und 62 im Sprint. Es gab jedoch viele Läufer, die nur in einem der beiden Rennen starteten, um in diesem größere Chancen zu haben. Dazu zählte zum Beispiel der Gesamtweltcupführende Tor Arne Hetland, der die Verfolgung ausließ oder der Franzose Vincent Vittoz, der auf den Sprint verzichtete. Das größte Aufgebot stellte Gastgeber Kanada mit acht beziehungsweise elf Athleten, die jedoch größtenteils chancenlos blieben.
Nach dem Ausfall Tor Arne Hetlands bot sich zwei Athleten die Gelegenheit, die Führung im Gesamtweltcup zu übernehmen. Neben Hetlands Landsmann Jens Arne Svartedal war dies auch der Deutsche Tobias Angerer. Die Verfolgung selbst verlief auf den ersten 15 Kilometern, die in der klassischen Technik gelaufen wurden, ohne Vorentscheidung. Beim Wechsel der Skier lagen nahezu alle Favoriten innerhalb von sieben Sekunden beisammen, es führte Svartedal, der so das virtuelle gelbe Trikot trug. Lediglich der US-Amerikaner Carl Swenson, der in den Distanzwettkämpfen von Kuusamo zweimal eine starke Leistung gezeigt hatte, musste frühzeitig aufgeben; außerdem war Skating-Spezialist Tore Ruud Hofstad weit zurückgefallen und hatte als 57. fast vier Minuten Rückstand auf seinen führenden Landsmann. Die schnellste Wechselzeit mit 28,9 Sekunden hatte Iwan Alypow aus Russland, der so auf Svartedal fast sechs Sekunden gutmachte. Auch auf den vier Freistilrunden kam keine entscheidende Attacke, sodass einige bereits zurückgefallene Athleten wieder aufschließen konnten. Dies galt beispielsweise für den Italiener Giorgio Di Centa – er lief die schnellste Zeit auf den letzten 15 Kilometern – oder den Tschechen Jiří Magál, deren Stärken in der freien Technik lagen. Zwar versuchten Vincent Vittoz und der Italiener Pietro Piller Cottrer noch einmal, sich abzusetzen, doch auch sie wurden wieder eingeholt. Bei Kilometer 23, also etwa zur Hälfte der Skating-Distanz, war Angerer in einen Sturz mit Frode Estil verwickelt und fiel so um einige Ränge auf den 25. Platz zurück. Doch der Deutsche konnte sich auf den letzten Kilometern wieder nach vorne laufen und lag anderthalb Kilometer vor dem Ziel etwa auf Position acht. Schließlich sprintete die führende Zwanzigergruppe um den Sieg, dabei setzte sich Tobias Angerer etwas ab und gewann mit einer guten Sekunde Vorsprung. Dahinter komplettierten die weiteren deutschen Starter Axel Teichmann, Andreas Schlütter, Jens Filbrich sowie René Sommerfeldt den ersten deutschen Fünffachsieg im Skilanglauf-Weltcup, bei dem die besten fünfzehn Sportler alle innerhalb von zehn Sekunden ins Ziel kamen. Die Taktik war dabei, dass Angerer und Teichmann um den Sieg sprinten sollten und die anderen drei Deutschen das Feld „abschirmten“. Nach dem Rennen zeigte sich Angerer besonders mit den Skating-Skiern zufrieden, im Klassikteil hätte er Probleme mit den Skiern bei den Abfahrten gehabt, am Feld dranzubleiben. Im Kampf um den Gesamtweltcup triumphierte Angerer außerdem; da Svartedal als 19. nur wenige Punkte sammelte, ging der Deutsche mit 61 Punkten Vorsprung auf Tor Arne Hetland in den Sprint. Mit dem gelben Trikot, so Angerer nach dem Wettkampf, sei für ihn „ein Traum in Erfüllung“ gegangen.

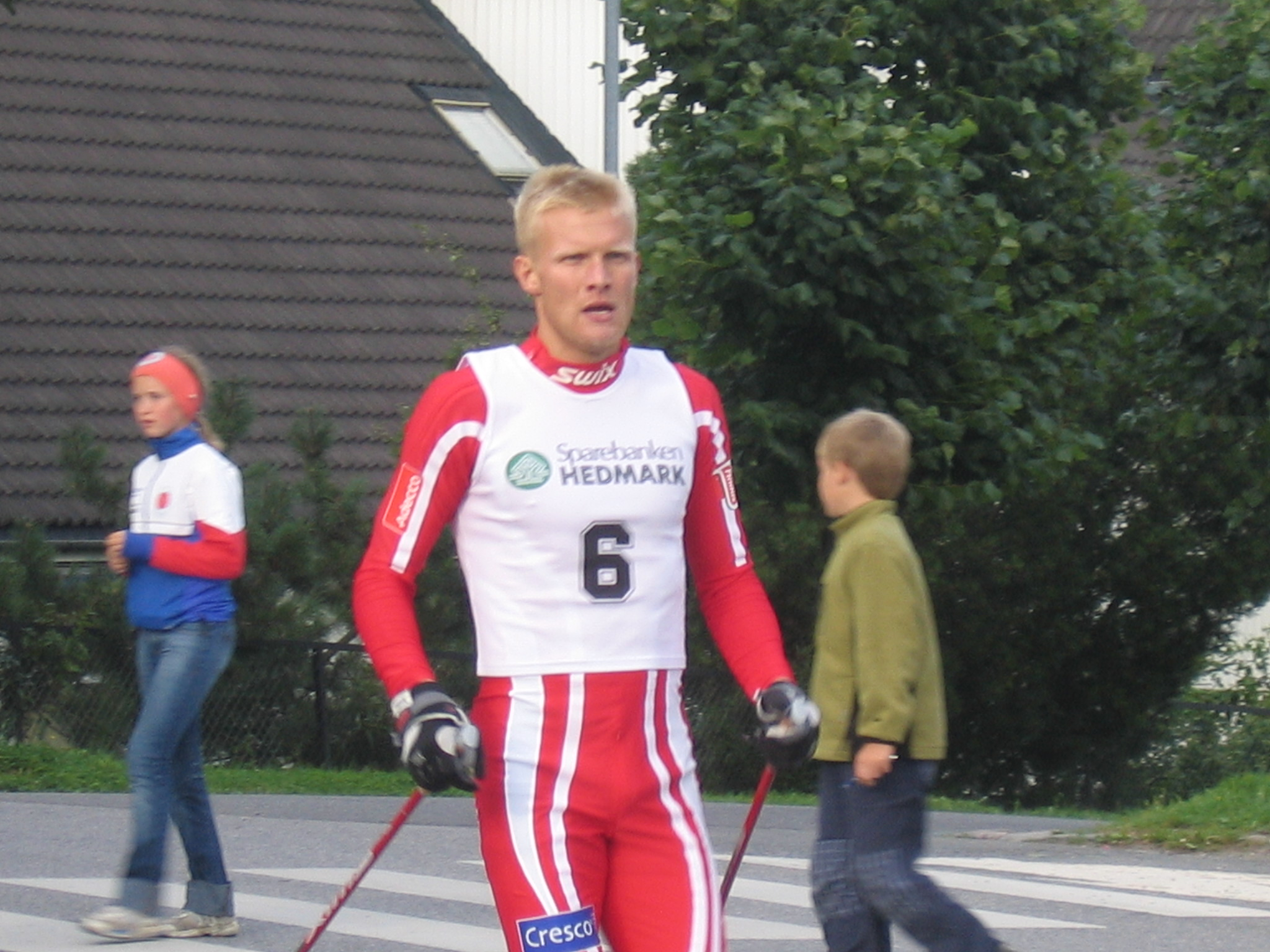
Tor Arne Hetland gewann den Sprint und übernahm sowohl im Gesamt- als auch im Sprintweltcup die Führung

Auf den Sprint verzichteten einige Distanzläufer wie Vincent Vittoz, dafür nahmen fast alle Athleten aus der Sprintweltklasse teil. Da zum ersten Mal die neue Regelung eingesetzt wurde, dass sich 30 Athleten für den Sprint qualifizieren, gab es im Prolog kaum Favoritenausfälle. Keiner der neun Norweger und nur einer der sechs Schweden, Anders Högberg, verpasste den Sprung ins Viertelfinale; dafür fielen acht der elf angetretenen Kanadier aus. Tobias Angerer wahrte die Chance, die Spitze im Gesamtweltcup zu verteidigen, indem er 15. wurde, seine Teamkollegen Axel Teichmann und Benjamin Seifert scheiterten jedoch an der Qualifikationshürde. Während die beiden Schweizer Sprinter Christoph Eigenmann sowie Peter von Allmen als 27. und 29. knapp weiterkamen, schieden die zwei Österreicher Martin Stockinger und Thomas Stöggl aus. Der Sieger des Sprints von Düsseldorf, Peter Larsson aus Schweden, profitierte von der neuen Regel – als Siebzehnter hätte er in der Vorsaison die nächste Runde verpasst. Sein Teamkollege Björn Lind gewann dagegen den Prolog vor zwei Norwegern. In jedem der fünf Viertelfinals kamen jeweils nur zwei der sechs Athleten weiter, sodass nun viele Läufer ausscheiden mussten. Neben den norwegischen Sprintern Johan Kjølstad und John Kristian Dahl betraf dies auch die Gesamtweltcupaspiranten Jens Arne Svartedal und Tobias Angerer, wobei der Deutsche die Halbfinals als Dritter in seinem Lauf nur knapp verpasste und schließlich Rang 13 belegte. Auch der Schweizer von Allmen schied aus, sein Teamkollege Eigenmann schaffte dafür die Qualifikation für die Vorschlussrunde – als einziger Athlet, der nicht aus Norwegen oder Schweden kam; diese beiden Nationen stellten neun der zehn Halbfinalstarter. In den beiden Halbfinals à fünf Athleten qualifizierten sich immer die ersten beiden für das A-Finale und die dritt- sowie viertklassierten Sportler für das B-Finale. Eigenmann kam so noch ins B-Finale, wurde dort Siebter und erfüllte so bereits die Olympianorm. Peter Larsson erreichte zwar immerhin den guten achten Rang, verlor aber dennoch die Führung in der Sprintwertung. Die Entscheidung um den Sieg fiel schließlich im A-Finale zwischen zwei Schweden (Björn Lind und Mikael Östberg) sowie zwei Norwegern (Tor Arne Hetland und Ola Vigen Hattestad). Es setzte sich schließlich Hetland durch, der den lange führenden Björn Lind kurz vor dem Ziel abfing und mit den hundert Punkten sowohl in Sprint- als auch Gesamtweltcup die Spitze übernahm. Lind konnte sich Rang zwei sichern und damit seinen bisher besten Platz belegen, dahinter reihten sich Hattestad und Östberg ein. Nach dem Wettkampf meinte der norwegische Sieger: „Herrlich! Ich hatte einen perfekten Lauf. Das war der perfekte Plan.“
Durch seinen Sieg im Sprint holte sich Tor Arne Hetland mit 335 Punkten die Führung im Gesamtweltcup zurück, wenn auch nur äußerst knapp mit 19 Punkten Vorsprung vor Tobias Angerer. Der Deutsche war der einzige Läufer, der in allen sechs bis dahin gelaufenen Rennen Punkte geholt hatte. Dahinter tat sich schon eine größere Lücke auf; nur 176 Punkte hatte der Drittplatzierte Jens Arne Svartedal gesammelt. Im Distanzweltcup behielt Angerer deutlich die Führung vor Svartedal und Vittoz. Neben Angerer schaffte es nur Andreas Schlütter, alle vier Distanzrennen in den Punkten zu beenden. Die Spitze im Sprintweltcup übernahm Hetland ebenfalls, mit 180 Punkten hatte er etwa fünfzig Zähler Vorsprung auf die Schweden Peter Larsson und Björn Lind.

### Frauen

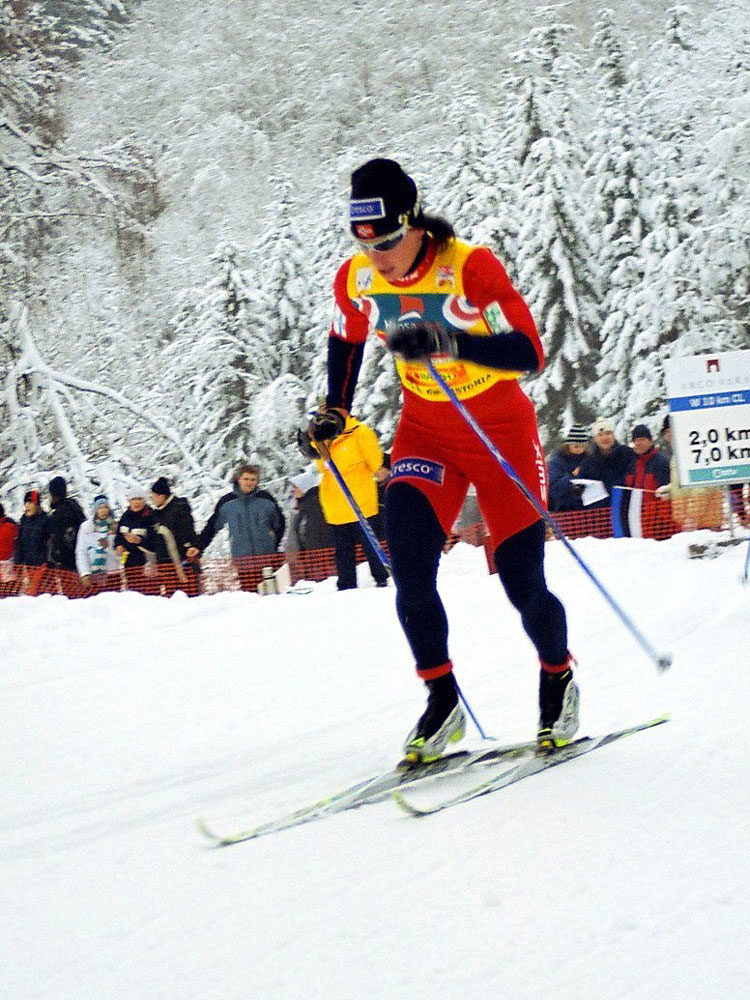
Die Norwegerin Marit Bjørgen gewinnt ihr insgesamt sechstes Weltcuprennen in diesem Winter

Durch den Verzicht der Mannschaften Finnlands (Virpi Kuitunen und Aino-Kaisa Saarinen), Tschechiens (Kateřina Neumannová) sowie Estlands (Kristina Šmigun) nahmen vier der sieben bestplatzierten Athleten im Gesamtweltcup nicht an den Weltcups von Vernon teil. Dadurch konnte Marit Bjørgen die Spitzenposition im Gesamtweltcup nur theoretisch verlieren, die zweitbeste angereiste Läuferin, Claudia Künzel aus Deutschland, lag schon 195 Punkte zurück. Für die meisten Kanadier markierten die ersten Heimweltcups dagegen den Saisonauftakt; so stiegen etwa die Olympiamedaillengewinner Beckie Scott sowie Sara Renner erst jetzt in die Wettkämpfe ein. Von den 54 Athletinnen, die in der Verfolgung starteten, kamen 50 ins Ziel, darunter neun Kanadierinnen sowie sechs US-Amerikanerinnen; am Sprint nahmen 55 Starterinnen teil. Die meisten Athletinnen gingen in beiden Wettbewerben an den Start.
Die ersten fünf klassischen Kilometer wurde das Tempo von den beiden Norwegerinnen Hilde G. Pedersen sowie Vibeke Skofterud bestimmt, die von der Spitze das Feld kontrollierten. Erst kurz vor dem Wechsel attackierte die Kasachin Oxana Jatskaja, deren Stärken in der klassischen Technik lagen. Obwohl sie sich nicht entscheidend absetzen konnte – der Vorsprung auf die Verfolger blieb bei maximal 20 Sekunden –, fielen wegen der Tempoverschärfung einige Sportlerinnen zurück, darunter auch die Russin Julia Tschepalowa oder Claudia Künzel. Während Skofterud ebenfalls nicht mehr mithalten konnte und sogar eine Minute auf die Spitze verlor, behielten ihre Landsfrauen Pedersen und Bjørgen den Anschluss an die fünfköpfige Spitzengruppe. Zu dieser gehörten auch die kanadische Olympiasiegerin Beckie Scott sowie Evi Sachenbacher-Stehle aus Deutschland, beide wechselten die Skier auf den Positionen fünf und vier. Der Tausch von Klassik- auf Skatingski verlief bei fast allen Sportlerinnen problemlos innerhalb von circa 35 Sekunden, die schnellste Wechselzeit hatte Vibeke Skofterud mit 32,7 Sekunden. Recht bald holten die Verfolger die Spitzengruppe nun wieder ein, einige vorne klassierte Läuferinnen schafften den Anschluss jedoch nicht und verloren weitere Zeit, so etwa die Russin Olga Rotchewa. Fünf Kilometer vor dem Ziel hatte sich eine zehnköpfige Gruppe gebildet; unter anderem Julia Tschepalowa, Claudia Künzel sowie Olga Sawjalowa mit der besten Freistilzeit waren wieder auf die ursprünglichen fünf Spitzenreiter aufgelaufen. Da auch auf den letzten Kilometern kein Angriff mehr folgte und die Abstände nie auf mehr als fünf Sekunden wuchsen, fiel die Entscheidung im Zielsprint. Nach einem explosiven Antritt Marit Bjørgens konnte allein Beckie Scott noch mithalten, doch schließlich hatte auch sie 0,3 Sekunden Rückstand auf die Norwegerin, die nach guten 42 Minuten ihren sechsten Sieg im siebten Rennen feierte. Trotz ihres Sieges meinte Bjørgen: „Das war das Schlimmste, das ich bisher erlebt habe. Fast wäre ich unterwegs eingebrochen.“ Nach ihrem 24. Einzelweltcuptriumph, dem ihren Worten nach bis dahin härtesten, meinte die 25-jährige Norwegerin, sie hätte kurz vor dem Ziel gesehen, dass auch die anderen Mitstreiterinnen erschöpft gewesen seien, dann hätte sie sich noch einmal einen Ruck gegeben und attackiert. Bjørgens Trainer Svein Tore Samdal zeigte sich wenig überrascht davon, dass seine Athletin einen weniger dominanten Eindruck gemacht hatte als in den vorherigen Rennen. Er erklärte, dies liege daran, dass sie auf höher gelegenen Strecken nicht so gut sei, da sie Zeit brauche, um sich zu akklimatisieren. Die Frage, ob dies ein Problem für die Olympischen Spiele darstelle, die ebenfalls in größerer Höhe ausgetragen wurden, verneinte Samdal jedoch; dort habe Bjørgen mehr Zeit, um sich auf die Höhe einzustellen. Die zweitplatzierte Lokalmatadorin Beckie Scott war „sehr aufgeregt“, nachdem sie sich „vor ihren Freunden und ihrer Familie“ in guter Form präsentiert hatte; ihr Ehemann sowie ihr Vater hatten das Rennen im Zielbereich mitverfolgt. Außerdem begann die olympische Saison 2001/02 genauso – damals war Scott Olympiasiegerin geworden –, was sie als „hoffentlich gutes Zeichen“ wertete. Hinter den beiden Ersten kamen Hilde G. Pedersen sowie Evi Sachenbacher-Stehle als Dritte und Vierte ins Ziel, mit einem fünften Rang erreichte Kristin Mürer Stemland ihr bis dahin bestes Einzelweltcupergebnis. Beste Schweizerin war Seraina Mischol als 31., ihre Landsfrau Laurence Rochat hatte das Rennen frühzeitig aufgeben müssen.

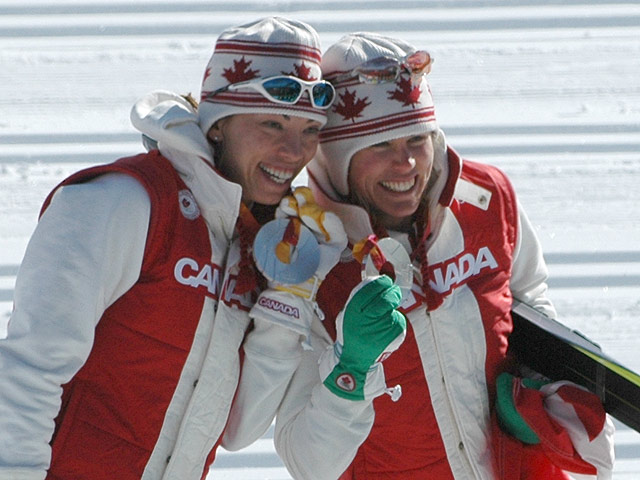
Beckie Scott (hier links) gewann den Sprint am Sonntag

Im Prolog zum Einzelsprint traten 55 von 60 gemeldeten Athleten an, darunter auch alle angereisten Sprinter. Mit den Finninnen fehlten jedoch einige Favoritinnen, so zum Beispiel Aino-Kaisa Saarinen, die in Düsseldorf Zweite geworden war. Die amtierende Sprintweltmeisterin aus Schweden, Emelie Öhrstig, begann dagegen erst wieder mit Weltcuprennen, nachdem sie von einer Stoffwechselkrankheit im Sommer genesen war. Sie konnte jedoch nicht an ihre Form vom letzten Winter anknüpfen und schied als 44. der Qualifikation aus. Neben Öhrstig scheiterten auch die Italienerin Gabriella Paruzzi, die Kasachin Oxana Jatskaja sowie die Norwegerin Kristin Mürer Stemland. Den Prolog gewann Manuela Henkel, die nach dem Sieg vom Nachtsprint ihren zweiten Erfolg in Vernon feiern konnte und so zu den Favoriten aufschloss. Mit fast drei beziehungsweise mehr als vier Sekunden Rückstand folgten die beiden Bestplatzierten des Vortages, Beckie Scott sowie Marit Bjørgen. Von den drei Schweizer Starterinnen überstanden zwei, Laurence Rochat und Seraina Mischol, die Qualifikation, Flurina Bachmann schied dagegen aus. Die fünf Deutschen qualifizierten sich allesamt und stellten so gemeinsam mit den Russinnen das größte Kontingent im Viertelfinale. Daneben schafften vier Norwegerinnen und Kanadierinnen sowie drei Schwedinnen den Sprung in die nächste Runde. Im Viertelfinale verpassten drei Deutsche den Einzug ins Halbfinale, Evi Sachenbacher-Stehle, Stefanie Böhler und Viola Bauer. Zudem schieden die fünf Russinnen aus, auch Seraina Mischol qualifizierte sich nicht für die Vorschlussrunde, anders als ihre Teamkollegin Laurence Rochat, die sich dadurch vorzeitig für die Olympischen Spiele qualifizierte. In einem Halbfinale starteten die beiden verbliebenen Deutschen und kamen als Erste und Zweite ihres Laufes ins A-Finale. Dabei setzten sie sich gegen Laurence Rochat, die Schwedin Anna Dahlberg sowie Chandra Crawford aus Kanada durch. Crawford verlor alle Chancen auf den Finaleinzug, als sie auf einer Abfahrt stürzte und den Anschluss an die vier Führenden nicht mehr herstellen konnte. Der schließlich erreichte zehnte Rang war für die 22-jährige Kanadierin dennoch das beste Ergebnis ihrer Karriere. Am Ende des anderen Halbfinals ließ sich nicht eindeutig feststellen, ob Hilde G. Pedersen oder Sara Renner den zweiten Rang hinter der Siegerin Beckie Scott erreicht hatte. Nach kurzer Zeit entschied die Wettkampfjury, beide Athletinnen ins Finale kommen zu lassen. Wie auch das Publikum hieß Renner diesen Entschluss gut und meinte: „Gottseidank habe ich große Füße. Es gab nichts, was ich tun konnte. Ich habe mein Bestes gegeben und denke, wenn es so eng ist, ist es das einzig Richtige, dass beide Athletinnen weiterkommen.“ Marit Bjørgen, deren Ausscheiden in diesem Halbfinale als „größte Niederlage“ bezeichnet wurde, zeigte sich selbst nicht enttäuscht oder besorgt. Der sechste Rang, auf dem sie nach dem deutlichen Sieg im B-Finale lag, sei „nicht schlecht“ und sie sei „auch nicht mehr als ein Mensch.“ Das A-Finale bestimmte Beckie Scott, die sowohl ihr Viertel- als auch ihr Halbfinale gewonnen hatte. Auf den letzten Metern griff Claudia Künzel zwar noch einmal an, doch es reichte für die Deutsche nicht mehr, um Scott an ihrem ersten Weltcupsieg zu hindern. Das zweite Podiumsresultat für Kanada erreichte Sara Renner, die vor Manuela Henkel Dritte wurde. Hilde G. Pedersen war schließlich Fünfte. Beckie Scott, die bei ihren Heimrennen insgesamt 180 Punkte gesammelt hatte, zeigte sich sehr zufrieden und sprach davon, dass sie sich „so stark wie noch nie in ihrer Karriere“ gefühlt habe. Dabei sei sie „einfach nur neugierig gewesen, wo sie im internationalen Vergleich stand“ und habe sich eher auf die Verfolgung als auf den Sprint konzentriert. Auch ihre Mannschaftskameradin Sara Renner war überaus zufrieden und meinte, dieses Resultat sei noch schöner als die Weltmeisterschafts-Bronzemedaille von 2005, da die Rennen in Kanada stattgefunden haben. Ihre Taktik wäre, sich immer an Scott zu halten, was auch zu funktionieren scheine.

## Ergebnisse
Es werden jeweils die besten 15 Athleten in der Verfolgung und die 30 Sprinter, die das Viertelfinale erreicht haben, aufgeführt.

### Verfolgung
| Männer (2 × 15 Kilometer) |                       |             |
| Platz                     | Name                  | Zeit        |
| 1                         | Tobias Angerer        | 1:17:19,2 h |
| 2                         | Axel Teichmann        | + 1,3 s     |
| 3                         | Andreas Schlütter     | + 2,2 s     |
| 4                         | Jens Filbrich         | + 3,5 s     |
| 5                         | René Sommerfeldt      | + 4,9 s     |
| 6                         | Sergej Nowikow        | + 5,3 s     |
| 7                         | Frode Estil           | + 5,4 s     |
| 8                         | Pietro Piller Cottrer | + 6,0 s     |
| 9                         | Vincent Vittoz        | + 6,1 s     |
| 10                        | Geir Ludvig Aasen     | + 6,5 s     |
| 11                        | Mathias Fredriksson   | + 7,8 s     |
| 12                        | Valerio Checchi       | + 8,0 s     |
| 13                        | Giorgio Di Centa      | + 8,5 s     |
| 14                        | Iwan Babikow          | + 8,6 s     |
| 15                        | John Anders Gaustad   | + 9,8 s     |

| Frauen (2 × 7,5 Kilometer) |                         |              |
| Platz                      | Name                    | Zeit         |
| 1                          | Marit Bjørgen           | 42:27,8 min  |
| 2                          | Beckie Scott            | + 0,3 s      |
| 3                          | Hilde G. Pedersen       | + 2,6 s      |
| 4                          | Evi Sachenbacher-Stehle | + 3,7 s      |
| 5                          | Kristin Mürer Stemland  | + 5,8 s      |
| 6                          | Olga Sawjalowa          | + 7,5 s      |
| 7                          | Jelena Buruchina        | + 15,1 s     |
| 8                          | Oxana Jatskaja          | + 18,0 s     |
| 9                          | Julia Tschepalowa       | + 32,3 s     |
| 10                         | Petra Majdič            | + 34,8 s     |
| 11                         | Claudia Künzel          | + 37,6 s     |
| 12                         | Sara Renner             | + 37,9 s     |
| 13                         | Swetlana Malahowa       | + 46,2 s     |
| 14                         | Viola Bauer             | + 52,3 s     |
| 15                         | Olga Rotschewa          | + 1:08,1 min |

### Einzelsprint
Die Trennlinien begrenzen jeweils das letzte gelaufene Rennen der Athleten. Die Sportler im ersten Abschnitt beendeten das A-Finale, die im zweiten Abschnitt das B-Finale, jene im dritten Abschnitt scheiterten im Halbfinale und die im letzten Abschnitt scheiterten im Viertelfinale aus.
| Männer (1,3 Kilometer) |                     |
| Platz                  | Name                |
| 1                      | Tor Arne Hetland    |
| 2                      | Björn Lind          |
| 3                      | Ola Vigen Hattestad |
| 4                      | Mikael Östberg      |
|                        |                     |
| 5                      | Trond Iversen       |
| 6                      | Eldar Rønning       |
| 7                      | Christoph Eigenmann |
| 8                      | Peter Larsson       |
|                        |                     |
| 9                      | Thobias Fredriksson |
| 10                     | Håvard Bjerkeli     |
|                        |                     |
| 11                     | Andrew Newell       |
| 12                     | Chris Cook          |
| 13                     | Tobias Angerer      |
| 14                     | Torin Koos          |
| 15                     | Peter von Allmen    |
| 16                     | Johan Kjølstad      |
| 17                     | Renato Pasini       |
| 18                     | Fredrik Östberg     |
| 19                     | Yuichi Onda         |
| 20                     | Martin Koukal       |
| 21                     | John Kristian Dahl  |
| 22                     | Cristian Zorzi      |
| 23                     | Roddy Darragon      |
| 24                     | Iwan Alypow         |
| 25                     | Sean Crooks         |
| 26                     | Phil Widmer         |
| 27                     | Jens Arne Svartedal |
| 28                     | Drew Goldsack       |
| 29                     | Børre Næss          |
| 30                     | Lefteris Fafalis    |

| Frauen (1,3 Kilometer) |                      |
| Platz                  | Name                 |
| 1                      | Beckie Scott         |
| 2                      | Claudia Künzel       |
| 3                      | Sara Renner          |
| 4                      | Manuela Henkel       |
|                        |                      |
| 5                      | Hilde G. Pedersen    |
| 6                      | Marit Bjørgen        |
| 7                      | Anna Dahlberg        |
| 8                      | Laurence Rochat      |
|                        |                      |
| 9                      | Arianna Follis       |
| 10                     | Chandra Crawford     |
|                        |                      |
| 11                     | Riikka Sarasoja      |
| 12                     | Ella Gjømle          |
| 13                     | Olga Rotschewa       |
| 14                     | Lina Andersson       |
| 15                     | Natalja Korosteljowa |
| 16                     | Julia Tschepalowa    |
| 17                     | Stefanie Böhler      |
| 18                     | Britta Norgren       |
| 19                     | Viola Bauer          |
| 20                     | Swetlana Nageikina   |
| 21                     | Wendy Wagner         |
| 22                     | Olga Roschewa        |
| 23                     | Nobuko Fukuda        |
| 24                     | Vibeke Skofterud     |
| 25                     | Milaine Thériault    |
| 26                     | Madoka Natsumi       |
| 27                     | Petra Majdič         |
| 28                     | Karin Moroder        |
| 29                     | Vesna Fabjan         |
| 30                     | Seraina Mischol      |

## Gesamtwertungen
In diesen Tabellen werden die Gesamtwertungen nach der vierten Weltcupstation gezeigt. Es werden jeweils die zehn besten Athleten in Distanz- und Sprintweltcup sowie die zwanzig besten im Gesamtweltcup gezeigt. In der Spalte Veränderung wird die Tendenz angezeigt, ob sich der Athlet im Gegensatz zum Weltcupstand nach der letzten Station um Ränge verbessert oder verschlechtert hat. 
Bei gleicher Punktzahl schreiben die FIS-Regeln vor, dass der Athlet im Gesamtklassement besser platziert ist, der das bessere Topresultat erreicht hat. 

### Männer
| Rang | Name                | Punkte | Siege | Verän- derung |
| ---- | ------------------- | ------ | ----- | ------------- |
| 1    | Tor Arne Hetland    | 335    | 2     |               |
| 2    | Tobias Angerer      | 316    | 2     |               |
| 3    | Jens Arne Svartedal | 176    |       |               |
| 4    | Vincent Vittoz      | 159    |       |               |
| 5    | Eldar Rønning       | 139    |       |               |
| 6    | Peter Larsson       | 132    | 1     |               |
| 7    | Björn Lind          | 125    |       |               |
| 8    | Axel Teichmann      | 112    |       |               |
| 9    | Jens Filbrich       | 110    |       |               |
| 10   | Tore Ruud Hofstad   | 100    | 1     |               |

| Rang | Name                  | Punkte | Siege | Verän- derung |
| ---- | --------------------- | ------ | ----- | ------------- |
| 11   | Wassili Rotschew      | 96     |       |               |
| 12   | Sami Jauhojärvi       | 90     |       |               |
| 13   | Thobias Fredriksson   | 89     |       |               |
| 14   | René Sommerfeldt      | 84     |       |               |
| 15   | Pietro Piller Cottrer | 82     |       |               |
|      | Mikael Östberg        | 82     |       |               |
| 17   | Geir Ludvig Aasen     | 82     |       |               |
| 18   | Andreas Schlütter     | 81     |       |               |
| 19   | Frode Estil           | 76     |       |               |
| 20   | Ola Vigen Hattestad   | 73     |       |               |

| Rang | Name                  | Punkte | Siege | Verän- derung |
| ---- | --------------------- | ------ | ----- | ------------- |
| 1    | Tobias Angerer        | 289    | 2     |               |
| 2    | Jens Arne Svartedal   | 172    |       |               |
| 3    | Vincent Vittoz        | 159    |       |               |
| 4    | Tor Arne Hetland      | 155    | 1     |               |
| 5    | Axel Teichmann        | 112    |       |               |
| 6    | Jens Filbrich         | 110    |       |               |
| 7    | Tore Ruud Hofstad     | 100    | 1     |               |
| 8    | Sami Jauhojärvi       | 90     |       |               |
| 9    | René Sommerfeldt      | 84     |       |               |
| 10   | Pietro Piller Cottrer | 82     |       |               |

| Rang | Name                | Punkte | Siege | Verän- derung |
| ---- | ------------------- | ------ | ----- | ------------- |
| 1    | Tor Arne Hetland    | 180    | 1     |               |
| 2    | Peter Larsson       | 132    | 1     |               |
| 3    | Björn Lind          | 125    |       |               |
| 4    | Thobias Fredriksson | 89     |       |               |
| 5    | Mikael Östberg      | 82     |       |               |
| 6    | Ola Vigen Hattestad | 73     |       |               |
| 7    | Fredrik Östberg     | 63     |       |               |
| 8    | Trond Iversen       | 61     |       |               |
| 9    | Eldar Rønning       | 58     |       |               |
| 10   | Roddy Darragon      | 48     |       |               |

### Frauen
| Rang | Name                    | Punkte | Siege | Verän- derung |
| ---- | ----------------------- | ------ | ----- | ------------- |
| 1    | Marit Bjørgen           | 490    | 4     |               |
| 2    | Claudia Künzel          | 259    |       |               |
| 3    | Hilde G. Pedersen       | 237    |       |               |
| 4    | Virpi Kuitunen          | 208    |       |               |
| 5    | Kateřina Neumannová     | 190    | 1     |               |
| 6    | Julia Tschepalowa       | 185    |       |               |
| 7    | Beckie Scott            | 180    | 1     |               |
| 8    | Evi Sachenbacher-Stehle | 169    |       |               |
| 9    | Aino-Kaisa Saarinen     | 160    |       |               |
| 10   | Petra Majdič            | 143    |       |               |

| Rang | Name             | Punkte | Siege | Verän- derung |
| ---- | ---------------- | ------ | ----- | ------------- |
| 11   | Kristina Šmigun  | 134    |       |               |
| 12   | Anna Dahlberg    | 99     |       |               |
| 13   | Olga Rotschewa   | 96     |       |               |
| 14   | Natalja Baranowa | 91     |       |               |
| 15   | Sara Renner      | 82     |       |               |
| 16   | Arianna Follis   | 80     |       |               |
| 17   | Laurence Rochat  | 77     |       |               |
| 18   | Stefanie Böhler  | 77     |       |               |
| 19   | Manuela Henkel   | 73     |       |               |
| 20   | Lina Andersson   | 73     |       |               |

| Rang | Name                    | Punkte | Siege | Verän- derung |
| ---- | ----------------------- | ------ | ----- | ------------- |
| 1    | Marit Bjørgen           | 350    | 3     |               |
| 2    | Kateřina Neumannová     | 190    | 1     |               |
| 3    | Hilde G. Pedersen       | 172    |       |               |
| 4    | Julia Tschepalowa       | 170    |       |               |
| 5    | Virpi Kuitunen          | 168    |       |               |
| 6    | Kristina Šmigun         | 134    |       |               |
| 7    | Claudia Künzel          | 134    |       |               |
| 8    | Evi Sachenbacher-Stehle | 134    |       |               |
| 9    | Petra Majdič            | 124    |       |               |
| 10   | Natalja Baranowa        | 91     |       |               |

| Rang | Name                | Punkte | Siege | Verän- derung |
| ---- | ------------------- | ------ | ----- | ------------- |
| 1    | Marit Bjørgen       | 140    | 1     |               |
| 2    | Claudia Künzel      | 125    |       |               |
| 3    | Beckie Scott        | 100    | 1     |               |
| 4    | Anna Dahlberg       | 86     |       |               |
| 5    | Aino-Kaisa Saarinen | 80     |       |               |
| 6    | Hilde G. Pedersen   | 65     |       |               |
| 7    | Arianna Follis      | 65     |       |               |
| 8    | Manuela Henkel      | 64     |       |               |
| 9    | Sara Renner         | 60     |       |               |
|      | Natalja Matwejewa   | 60     |       |               |

### Nationencup
| Rang | Name        | Punkte | Siege | Verän- derung |
| ---- | ----------- | ------ | ----- | ------------- |
| 1    | Norwegen    | 2772   | 10    |               |
| 2    | Deutschland | 1723   | 3     |               |
| 3    | Russland    | 1149   |       |               |
| 4    | Schweden    | 1088   | 1     |               |
| 5    | Finnland    | 920    |       |               |

| Rang | Name       | Punkte | Siege | Verän- derung |
| ---- | ---------- | ------ | ----- | ------------- |
| 6    | Frankreich | 676    |       |               |
| 7    | Italien    | 674    |       |               |
| 8    | Tschechien | 494    | 1     |               |
| 9    | Estland    | 370    |       |               |
| 10   | Schweiz    | 328    |       |               |

| Rang | Nation      | Punkte | Siege | Verän- derung |
| ---- | ----------- | ------ | ----- | ------------- |
| 1    | Norwegen    | 1556   | 4     |               |
| 2    | Deutschland | 1034   | 3     |               |
| 3    | Schweden    | 800    | 1     |               |
| 4    | Frankreich  | 500    |       |               |
| 5    | Italien     | 398    |       |               |
| 6    | Russland    | 395    |       |               |
| 7    | Finnland    | 223    |       |               |
|      | Tschechien  | 223    |       |               |
| 9    | Estland     | 184    |       |               |
| 10   | Schweiz     | 163    |       |               |

| Rang | Name        | Punkte | Siege | Verän- derung |
| ---- | ----------- | ------ | ----- | ------------- |
| 1    | Norwegen    | 1216   | 6     |               |
| 2    | Russland    | 754    |       |               |
| 3    | Finnland    | 697    |       |               |
| 4    | Deutschland | 689    |       |               |
| 5    | Schweden    | 288    |       |               |
| 6    | Italien     | 276    |       |               |
| 7    | Tschechien  | 271    | 1     |               |
| 8    | Estland     | 186    |       |               |
| 9    | Frankreich  | 176    |       |               |
| 10   | Slowenien   | 166    |       |               |